# Musée des arts et métiers
A Musée des arts et métiers egy párizsi múzeum, amely a Conservatoire national des arts et métiers gyűjteményének ad otthont, amelyet 1794-ben alapítottak a tudományos berendezések és felfedezések védelmére.
A múzeum alapítása óta a Saint-Martin-des-Champs kolostorban található, a rue Réaumur utcában, Párizs 3. kerületében. Jelenleg az 1990-ben jelentős felújításon átesett múzeumnak van egy fiókja a kolostor mellett, és magában a kolostorban maradtak nagy tárgyak.
A múzeum gyűjteményében mintegy 80 000 tárgy és 15 000 festmény található, amelyek közül 40 000 Párizsban található. A kollekció között megtalálható a Foucault-inga eredeti változata is.
Ez a múzeum olyan írott művekben jelenik meg, mint például Umberto Eco Foucault ingája című regényének csúcspontja.
A múzeum a párizsi metró Arts et Métiers állomásán keresztül érhető el.